# NGC 6027c
NGC 6027c és una galàxia espiral barrada que és part del Sextet de Seyfert, un grup compacte de galàxies, el qual és localitzat a la constel·lació del Serpent.